# Le Diable à Paris (opérette)
Pour l’article homonyme, voir Le Diable à Paris pour le recueil de nouvelles de 1845.
Personnages
- Le Diable
- Fouladou, amoureux de Marthe Grivot
- André, amoureux de Marguerite et amant de Paola de Valpurgis
- L'Apache
- Mornington
- Marguerite (soprano), garde-barrière
- Marthe Grivot, tante de Marguerite
- Paola de Valpurgis
- Miss Sterling

Le Diable à Paris est une opérette de 1925 de Marcel Lattès sur un livret de Robert de Flers, Francis de Croisset et Albert Willemetz créée en 1927 au Théâtre Marigny.
Robert de Flers est mort avant d'avoir pu achever son travail, et Albert Willemetz a rejoint Francis de Croisset pour terminer l'ouvrage.

## Argument[2]
Marguerite, nièce de Dame Marthe Grivot, seconde sa tante dans les fonctions de garde-barrière à Guéthary dans le pays basque. Un jeune décavé, André, qu'a ruiné sa maîtresse Paola de Valpurgis, aperçoit Marguerite du train, en descend pour la courtiser et se substitue au chef de gare, qui est lui tout heureux de pouvoir se consacrer à la surveillance de son infidèle épouse. Mme Grivot veut évincer ce «sans le sou» et elle repousse, pour son propre compte, les assiduités d'un vieil homme d'équipe, Fouladou. Les deux hommes, dépités, invoquent le Diable, qui apparaît, ravi qu'on ne l'ait pas oublié.
Il donne des millions à André et rend la jeunesse à Fouladou, à la seule condition qu'ils lui organisent un plaisant séjour dans la capitale, dont il a perdu le souvenir depuis 1859 (voir Faust de Gounod). À Paris, Méphisto, métamorphosé en  radjah, est émerveillé de toutes les découvertes modernes et surtout des progrès de l'astuce des hommes et des femmes, dont il est la naïve dupe. Non sans peine, il se souvient enfin de la formule qui lui permet d'aller retrouver aux Enfers sa femme abhorrée, Proserpine, et tout finit, comme bien on pense, par le double mariage de Marguerite et d'André, qui garde l'argent du diable, et de Mme Grivot et de Fouladou, dont, à nouveau, la chevelure s'argente.
Des chœurs, des danses, des cortèges et des entrées de girls et de boys complètent la dramaturgie de cette fantaisie.

## Distribution[3]
| Personnage         | Créateur 1927       |
| ------------------ | ------------------- |
| Le Diable          | Dranem              |
| Fouladou           | Raimu               |
| André              | Aimé Simon-Girard   |
| L'Apache           | M. Lafond           |
| Mornington         | André Pierrel       |
| Marguerite         | Edmée Favart        |
| Marthe Grivot      | Jeanne Cheirel      |
| Paola de Valpurgis | Jeanne Saint-Bonnet |
| Miss Sterling      | Suzette O'Nil       |

Danses réglées par Les Dolly Sisters, chef d'orchestre Paul Letombe.